# Dendropanax portlandianus
Dendropanax portlandianus är en araliaväxtart som beskrevs av George Richardson Proctor. Dendropanax portlandianus ingår i släktet Dendropanax och familjen Araliaceae. Inga underarter finns listade.